# 齐安郡 (北魏)
齐安郡，中国南北朝时设置的郡。
北魏正始元年（504年）置齐安郡，属郢州。治所在齐安县（今河南信阳市东南）。南朝梁大通二年（528年）属司州。东魏武定七年（549年）属南司州。辖境相当今河南信阳市及平桥区、罗山县一部分地。北齐属郢州，北周属申州，下辖齐安县、高安县。隋文帝开皇三年（583年）废齐安郡，齐安县、高安县直属申州，之后齐安县改为钟山县，高安县改为罗山县。